# 태극도설
《태극도설》(太極圖說)은 주돈이가 지은 책이다. 태극도와 도면의 설명으로 되어 있다. 《태극도설》은 송대의 도학에 있어서 형이상적 사유와 도덕론의 기본적 방향을 제시하였다. 그 후의 학자는 거의 이 책을 읽고 여러 가지의 해석이나 사색을 하고 있다. 주자와 육상산(陸象山)의 논쟁도 "무극이태극(無極而太極: 무극이면서 태극)"을 어떻게 해석하는가 하는 점에 양자의 사상을 집약하여 이루어졌다.

## 내용 및 해석
도면에 붙여진 그의 설명에 의하여 그 사상을 살펴 보면, 다음과 같다.

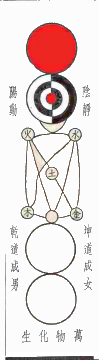
태극도

#### 무극과 태극
첫째 "무극이태극(無極而太極: 무극이면서 태극)"이라 한다. 이 말은 세계의 궁극적인 것, 말하자면 비교 상대를 초월한 유일의 진실재(眞實在)라는 것이다. 극(極)은 행하여 다한 곳(盡), 일도에 달(達)한 곳이기 때문에 무극은 행하여 다하고도 오히려 달하지 않는 것을 의미한다. 또 태극이란 “역(易)에 태극(太極)이 있으니 이것이 양의(兩儀)를 생(生)한다”라고 한 것과 같이 현상의 궁극·존재의 배후에 있는 원인이다. 이렇기 때문에 "무극이태극(無極而太極: 무극이면서 태극)"이라는 어구는 다같이 존재를 지탱하고 있는 원인이 적극(積極)·소극(消極) 두 양상의 형용 곧 표현이다.

#### 음양
그런데, 이와 같은 원인-궁극자가 움직임으로써 적극적으로 움직이면 양(陽)을 낳고, 이 양동(陽動)이 궁극하면 정이 된다. 정이 되면 그것은 음(陰)이다. 그러나 이 음정(陰靜)도 그대로의 상태로 있는 것은 아니고 최후까지 가서는 다시 적극적인 양동(陽動)으로 변한다. 이와 같이 1동(一動) 1정(一靜)으로 상호간에 근거가 되고 기본이 되어 교착하고 있다. 동정(動靜)이 있다고 하는 것은 양(陽)과 음(陰)으로 분리되는 일로서 결국 이 세계를 지탱하고 있는 궁극의 것이 자연히 작용하고 분화하여 서로 음이 되고 양이 되어 있는 것이다. 따라서 이 음정양동(陰靜陽動)은 물(物)·사(事)가 현상(現象)으로서 생성, 변화, 소멸하고 있는 이 세계의 기본적인 형태를 나타낸다.
그와 함께 음정양동으로서의 물과 사는 무극-태극이라고 하는 궁극자로부터 분리하여 그것의 바깥으로 떨어져 나가는 것을 의미하는 것은 아니다. 동(動)-정(靜) 혹은 음(陰)-양(陽)이라고 하여도 그것은 궁극자로서의 무극-태극과 상즉(相卽)하여 그 속에서 그것과 분리되는 일이 없이 생기(生起)하고 있다고 하는 논리적 관계를 나타내고 있다. 이와 같이 음(陰)과 양(陽)이 서로 교대하고 변화하여 5행(五行)이 생긴다.

#### 오행
흙(土)·물(水)·불(火)·나무(木)·쇠(金)의 오행은 음양이 물과 토의 구체적 존재의 가장 기본적인 2기(기가 나뉘어 양기·음기로 된다)를 나타낸 것에 대하여 말하자면 현상(現象)하는 개개의 물건 내지는 현상 자체의 구성 요소로 생각된다. 이 5행이 여러 가지의 양상으로 서로 조합되어서 건도(乾道) 즉 양기(陽氣)인 적극(積極)은 남성적인 것을 생성하고 곤도 즉 음기(陰氣)인 소극은 여성적인 것을 생성한다.

#### 인간
이와 같이 하여 만물이 생성하는 중에서 사람은 음양5행(陰陽五行)의 조합이 가장 우수한 존재이다. 더욱이 사람이 이상으로 하는 성인(聖人)은 중정인의(中正仁義)의 덕을 닦아서 사람에게 있어야 할 도덕적 규범(人極)을 세워서 천지의 작용, 일월(日月)의 운행, 4시(四時)의 순환 및 귀신까지도 각기 그것의 작용에 호응하여 조화를 보전한다고 말하고 있다.

## 같이 보기
- 통서

## 참고 문헌
- 이 문서에는 다음커뮤니케이션(현 카카오)에서 GFDL 또는 CC-SA 라이선스로 배포한 글로벌 세계대백과사전의 내용을 기초로 작성된 글이 포함되어 있습니다.